# Сартаковский железнодорожный мост

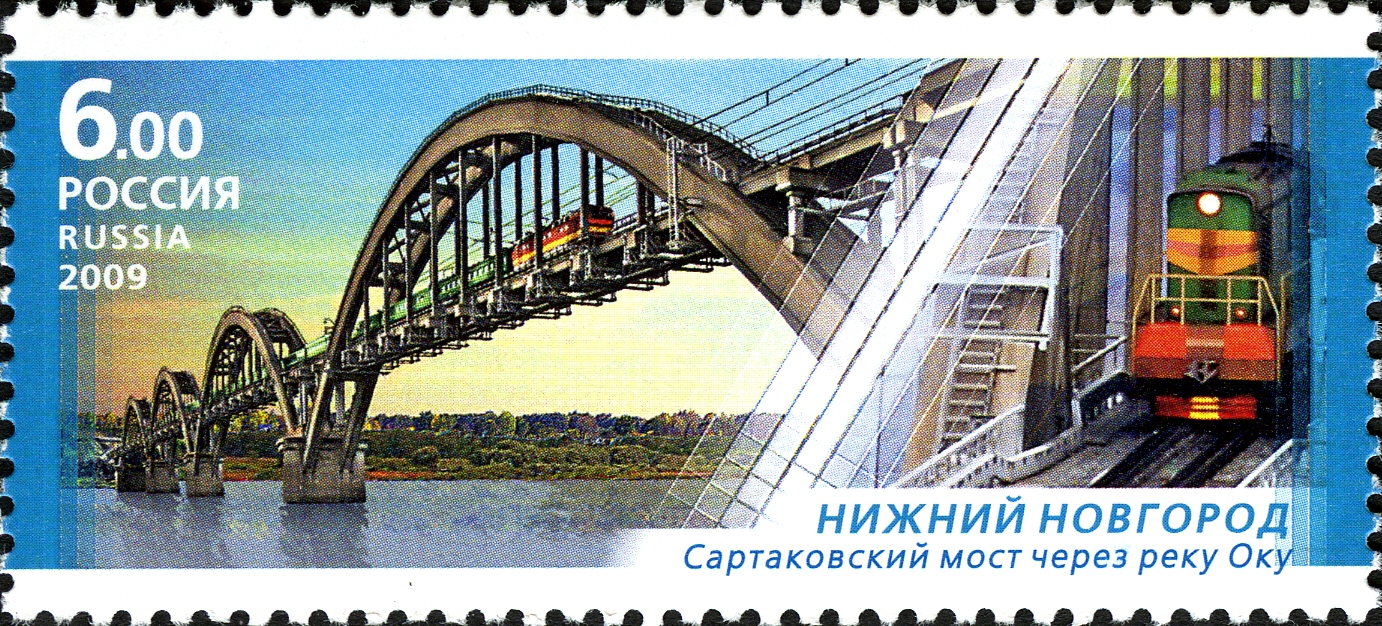
Почтовая марка России 2009 года

Сарта́ковский железнодоро́жный мост — железнодорожный мост. Находится на перегоне Разъезд 9 км — Окская железнодорожной линии Нижний Новгород — Арзамас I (на левом берегу, в Нижнем Новгороде) Горьковской железной дороги, в 22 километрах от устья Оки.
Название получил от близлежащей на правом берегу деревни Сартаково.

## История
Открыт для движения поездов в 1961 году. Однопутный.
Построен в 1956—1961 годах. «Мостоотрядом-1» «Мостотреста» по проекту московского института «Гипротрансмост». Главный инженер проекта — А. Б. Друганова.
Четыре русловых пролета моста были перекрыты бесшарнирными распорными арками по 150 м с ездой посередине, пойменные пролёты — арками по 55 м с ездой поверху. Впервые в мировой практике арки по 150 м пролетом под железнодорожную нагрузку были выполнены из сборного железобетона; их собирали на кружалах и подмостях.
Элементы подвесок и проезжей части изготовлены из преднапряжённого железобетона. Был применён уникальный механизм — спаренный кабель-кран с высотой опор до 100 м и грузоподъемностью 2 х 11 т.

## Судоходство
Имеет один судоходный пролёт — третий от правого берега. Высота пролёта от нормального проектного уровня — 26,7 м, от расчётного уровня — 14,7 м.
12 августа 2009 года ФГУП Издательско-торговый центр «Марка» Федерального агентства связи выпустило в обращение почтовую марку (№ 1343) Почты России номиналом 6.00 руб. с изображением Сартаковского моста. Размер 58 на 26 мм.